# Estación Cerrillos (Coquimbo)
Cerrillos fue una estación de ferrocarril que se hallaba en la comuna de Coquimbo, en la región homónima de Chile. Se encontraba cercano a la localidad rural de Cerrillos, a una altitud de 71 m. s. n. m., que a fines del siglo XIX era descrito como un fundo ubicado a 8 km de la estación Pan de Azúcar.

## Historia
La estación fue inaugurada en 1862, cuando el ferrocarril que uniría las ciudades de La Serena y Coquimbo con Ovalle alcanzaba el sector de Las Cardas; posteriormente llegaría hasta Higueritas en 1866 y Angostura en 1870. Enrique Espinoza consigna la estación en 1897, al igual que José Olayo López en 1910 y Santiago Marín Vicuña en 1916, quienes la incluyen en sus listados de estaciones ferroviarias, así como también en mapas de 1929 la estación aparece en el trazado.
Unos 600 metros al norte de la estación se ubicaba un puente, denominado Acueducto Cerrillos, que poseía una longitud de 7,5 metros.
La estación dejó de prestar servicios cuando el Longitudinal Norte suspendió el transporte de pasajeros en junio de 1975. Posteriormente la estación fue suprimida mediante decreto del 13 de febrero de 1976, quedando abandonada y manteniendo en pie algunas estructuras y bodegas.